# Chrysler Patriot
El Chrysler Patriot es un automóvil de carreras sport prototipo híbrido de turbina eléctrica que utilizaba una batería inercial, construido por Reynard Motorsport y SatCon Technology Corporation para Chrysler en 1993 como un concept car pero con la intención expresa de competir en las 24 horas de Le Mans.

## Información
El motor de tracción era un motor de inducción de cuatro polos, trifásico, 525 voltios CA, que pesaba 65 kilos (143 libras), con una velocidad máxima de 24 000 rpm; tenía una carcasa de aluminio, estaba lubricado con aceite y tenía un motor de 8:1 a relación de transmisión final. La energía eléctrica era suministrada por un alternador trifásico refrigerado por agua que estaba integrado en una turbina de gas de dos etapas, alimentada con gas natural licuado, funcionando a 50.000 rpm a baja velocidad y 100.000 rpm a alta velocidad, con un peso de 186 libras. La energía adicional para la aceleración fue proporcionada por un compuesto volante SatCon de 147 libras alojado en una cámara de vacío funcionando a 58.000 rpm, acoplado al tren de transmisión a través de imán permanente trifásico en una matriz Halbach. En 1995, SatCon y Chrysler recibieron el premio Discover a la innovación en ingeniería automotriz por el diseño Patriot.
El Patriot, como se diseñó por primera vez, era diferente en muchos detalles del diseño final, que tuvo numerosos compromisos, según su creador, el ingeniero de Chrysler Ian Sharp, quien escribió que diseños similares parecen estar bajo consideración para las carreras de Fórmula 1 en 2012.
Aunque se presentó con bombos y platillos como un gran avance en el almacenamiento y la eficiencia de energía alternativa, los comunicados de prensa sobre el Patriot se desvanecieron. Más tarde se reveló que los problemas graves con la integridad mecánica del volante no se podían superar, y la protección contra un volante que se rompía exigiría una penalización de peso demasiado grande.
No debe confundirse con el Jeep Patriot, un SUV de 2007 fabricado por la misma empresa.